# MIP Mainz Industries Panzerwerke
Die Mainz Industries Panzerwerke GmbH (kurz. MIP), später MIP Instandsetzungsbetriebe GmbH war ein von 1951 bis 1994 von Deutschen für die United States Army geführtes Unternehmen mit Sitz in Mainz zur Instandsetzung von militärischem Gerät inklusive Rad- und Kettenfahrzeugen.
Das Unternehmen hatte seinen Sitz in den Stadtteilen Mainz-Mombach und Mainz-Gonsenheim auf dem Gelände des großen Sand, heute: Gonsbachterrassen, sowie im hessischen Ober-Ramstadt, wo das Unternehmen das größte Werk zur Überholung von Reifen und Ketten von militärischen Fahrzeugen außerhalb der USA führte. Heute wird das Mombacher Areal unter anderem von Künstlern und für Veranstaltungen in der »Halle 45« genutzt, aber hauptsächlich als Gewerbegebiet. Ein Nachfolgeunternehmen der ehemaligen MIP war noch bis September 2008 auf dem Gelände tätig.

## Geschichte
Die Geschichte der Mainz Industries Panzerwerke reicht zurück bis in das Jahr 1951, als im Auftrag der 7. US-Armee in Mainz-Gonsenheim ein Instandsetzungswerk für Heeresgerät gegründet wurde. Zu diesem Zweck wurde das damalige Mainz Ordnance Depot, später Mainz Army Depot von der US Army als militärische Organisation ausgegründet und übernahm Aufgaben des bis dahin in Butzbach/Hessen befindlichen Depots mit einheimischen Arbeitskräften.
1953 schlossen die in Braunschweig ansässigen Luther-Werke einen Personalvertrag mit der US Army ab. So stellte die US-Armee das Material und die Liegenschaften zur Verfügung, die Luther-Werke das deutsche Personal.
1979 jedoch geriet die Braunschweiger Muttergesellschaft in finanzielle Schwierigkeiten, und so entschloss sich die Mainzer Geschäftsleitung, das Werk herauszulösen und eigenständig weiterzuführen. Es wurde anschließend als MIP Mainz Industries Panzerwerke GmbH weitergeführt.
1980 übernahm dieses Unternehmen einen Betrieb in Ober-Ramstadt zur Überholung von Panzerketten und Lkw-Reifen.
1983 geriet das Omnibuswerk von Magirus-Deutz im benachbarten Mainz-Mombach (das ursprüngliche Westwaggon-Werk, das in den 1950er Jahren von Klöckner-Humboldt-Deutz (KHD) aus Köln übernommen worden war, um zum Omnibuswerk für Magirus-Deutz gemacht zu werden) in Schwierigkeiten, und die neue Muttergesellschaft IVECO (die Magirus-Deutz zwischen 1975 und 1980 von KHD übernommen hatte) beschloss, das erst kurz zuvor modernisierte Werk zu schließen. Rund 2000 Beschäftigte waren davon betroffen. Aufgrund des immer größeren Auftragsvolumens entschloss MIP sich, das Mombacher Werk zu übernehmen und auch einen Großteil der dort Beschäftigten.
Das Unternehmen wurde umfirmiert in die MIP Instandsetzungsbetriebe GmbH und Anfang der 1980er bis Anfang der 1990er Jahre zum größten und modernsten Heeresinstandsetzungswerk außerhalb der USA. MIP stellte einen der wichtigsten Arbeitgeber in Mainz dar:
1987 beschäftigte das Unternehmen ca. 5700 Mitarbeiter und zahlreiche Sub-Unternehmer in der ganzen Region.
Anfang der 1990er entwickelte das MIP Management ein Konversionskonzept unter dem Dach der neuen Muttergesellschaft MIT Mainz Industrie Technologie Gesellschaft für Umwelt, Transport und Verkehr mbH. MIP wurde zur wehrtechnischen Tochtergesellschaft, und zahlreiche Schwestergesellschaften wurden gegründet, um sich auf dem zivilen Markt zu positionieren. Dies waren:
- FFT Fahrzeugbau und Fahrzeugtechnik GmbH
- FRT Fahrzeugrecycling Technik GmbH
- MMT Mechanik und Motoren Technik GmbH
- AST Aufbauten und Spezialcontainer Technik GmbH
- UET Umwelt und Entsorgungstechnik GmbH
- LBV Liegenschaften-, Betriebs- und Verwaltungs-GmbH
- KGT Kunststoff- und Gummiertechnik
- Sirius Technologie Vertrieb GmbH
- MIP Logistik Service GmbH
- MIP Gummierwerk GmbH

So war MIT ab Anfang der 1990er Jahre u. a. alleiniger Hersteller von Opel-Sonderfahrzeugen, z. B. Polizei, Feuerwehr etc., erster Betreiber einer vollautomatischen Automobilrecyclinganlage, Hersteller von Amphibienfahrzeugen, Spezialaufbauten, Containern usw. Außerdem erschloss man zukunftsorientierte Geschäftsbereiche wie z. B. Elektronik-Recycling und war weiterhin für NATO-orientiertes Militär in der ganzen Welt tätig. Die Konversion rund um die MIT-Unternehmensgruppe wurde zum größten Konversionsprojekt seiner Zeit in Deutschland.
1994 musste die MIT Konkurs anmelden, weil die Landesregierung von Rheinland-Pfalz in Aussicht gestellte Bürgschaften nicht bereitstellte.
Dies bedeutete das Ende für die zuletzt noch ca. 800 Beschäftigten. Teile des Unternehmens wurden von ehemaligen Mitarbeitern oder Wettbewerbern übernommen.
Noch bis 1999 arbeitete der Sonderfahrzeughersteller FFT mit ca. 200 Beschäftigten auf dem Areal. Das Unternehmen war aus der MIT-Konkursmasse vom Nürnberger Rüstungskonzern Diehl Stiftung übernommen worden. Nachdem Opel ab 1999 seine Sonderfahrzeuge selbst baut, war dem Unternehmen jedoch die Geschäftsgrundlage entzogen.
Bis September 2008 war als letztes Nachfolgeunternehmen der MIP die MIP Fahrzeugbau und Dienstleistungen GmbH noch auf dem Mombacher Areal tätig. Dort führte man die Aktivitäten für die US-Armee und NATO fort. Der Betrieb beschäftigte bis zu 100 Mitarbeiter und reparierte, modifizierte und lackierte militärische Fahrzeuge und Waffensysteme. Aufgrund enormer Auftragseinbrüche beim Hauptkunden, der US-Armee musste die MIP schließlich im August Insolvenz anmelden. Im Oktober 2008 wurden die Hallen geräumt. Damit erinnert heute nichts mehr an die militärische Vergangenheit in Mainz-Mombach.

## Gegenwart

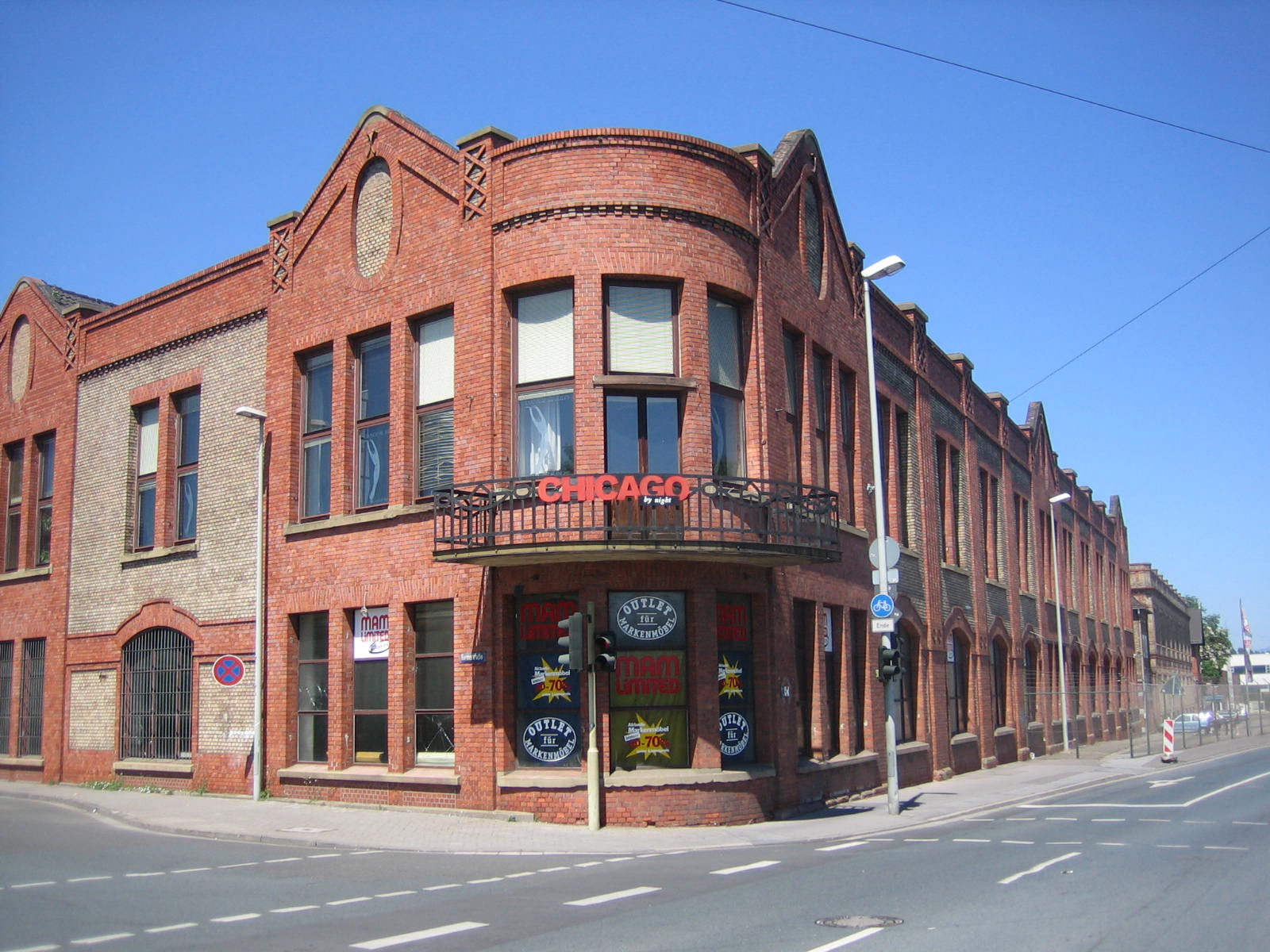
Kaiserbalkon an der Waggonfabrik Gebrüder Gastell

Das ursprüngliche Stammwerk der MIP in Mainz-Gonsenheim wurde ab Ende der 1990er Jahre abgerissen. Dort entstand nun eine neue Wohnsiedlung in Gonsenheim, die Gonsbach-Terrassen. Eine der ältesten Hallen des Mombacher Areals wurde zu einer Veranstaltungshalle umgebaut und ist heute überregional als “Phönix-Halle” bekannt. Die nach Süden ausgerichteten historischen Bauwerke sind als Industriedenkmal eingestuft. Der sogenannte Kaiser-Balkon, von dem aus der deutsche Kaiser seine Truppen bei Übungen auf dem Gelände des großen Sand begutachtet haben soll, befindet sich an der Ecke „Turmstraße“ „Am Schützenweg“ an einer der Werkshallen.